# Lackawanna County
Lackawanna County ist ein County im Bundesstaat Pennsylvania der Vereinigten Staaten. Im Jahr 2020 hatte das County 215.896 Einwohner und eine Bevölkerungsdichte von 182 Einwohnern pro Quadratkilometer. Der Verwaltungssitz (County Seat) ist Scranton.

## Geschichte

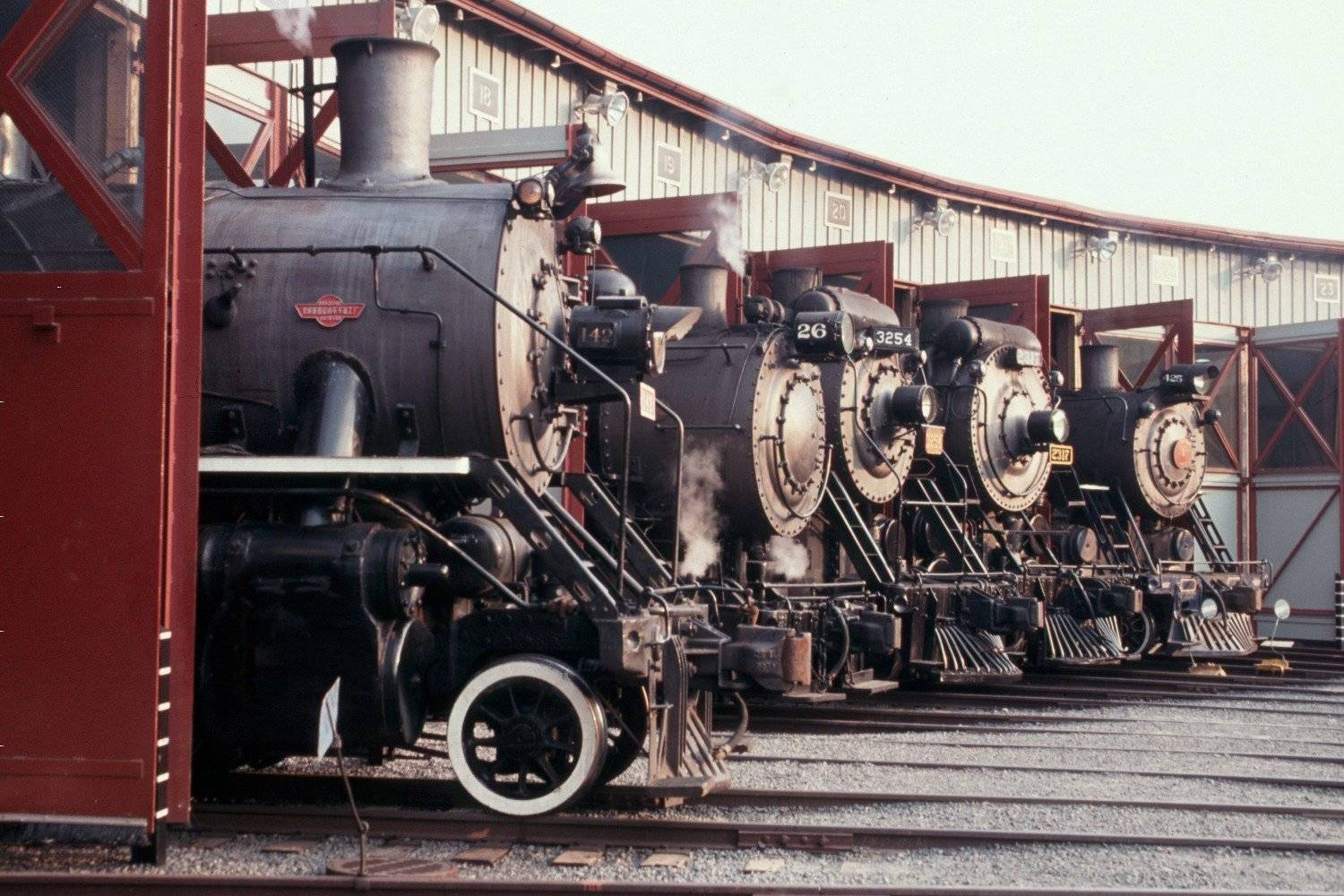
Steamtown National Historic Site (2010)

Das County wurde am 21. August 1878 gebildet. Der Hintergrund der Benennung ist nicht vollständig geklärt, wahrscheinlich stammt es vom delawarischen Begriff lechauhanne ab, der „sich gabelnder Fluss“ bedeutet.
Im County liegt eine National Historic Site, die Steamtown National Historic Site. Ein Ort hat den Status einer National Historic Landmark, das Terence V. Powderly House. 32 Bauwerke und Stätten des Countys sind im National Register of Historic Places (NRHP) eingetragen.

## Geographie
Das County hat eine Fläche von 1203 Quadratkilometern, wovon 15 Quadratkilometer Wasserfläche sind.

## Städte und Ortschaften

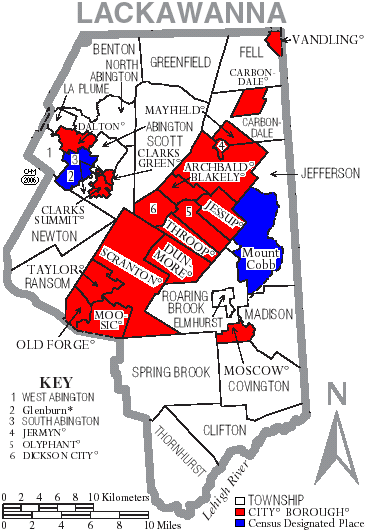
Karte des Lackawanna Countys

| - Abington Township - Archbald - Benton Township - Blakely - Carbondale Township - Carbondale - Clarks Green - Clarks Summit - Clifton Township - Covington Township - Dalton - Dickson City - Dunmore - Elmhurst Township - Fell Township | - Glenburn Township - Glenburn - Greenfield Township - Jefferson Township - Jermyn - Jessup - La Plume Township - Madison Township - Mayfield - Moosic - Moscow - Mount Cobb - Newton Township - North Abington Township - Old Forge | - Olyphant - Ransom Township - Roaring Brook Township - Scott Township - Scranton - South Abington Township - Spring Brook Township - Taylor - Thornhurst Township - Throop - Vandling - West Abington Township |